# 柯克·哈米特
柯克·李·哈米特（英語：Kirk Lee Hammett，1962年11月18日－），美国重金属乐队金屬製品的主音吉他手、作曲家。1983年起取代戴夫·馬斯泰恩成為樂團往後的長期吉他手，此前为於1979年成立的美国重金属乐队出埃及（Exodus）創始成員之一並擔任主音吉他手。

## 早年经历
出生在美国旧金山，母亲为菲律宾裔，父亲为爱尔兰裔。